# Justin Daerr
Justin Daerr, né le 9 février 1981 à Houston dans le Texas, est un triathlète professionnel américain, vainqueur sur triathlon Ironman.

## Palmarès
Le tableau présente les résultats les plus significatifs (podium) obtenus sur le circuit international de triathlon depuis 2010.
| Année | Compétition            | Pays       | Position           | Temps           |
| ----- | ---------------------- | ---------- | ------------------ | --------------- |
| 2017  | Ironman Lake Placid    | États-Unis | Médaille de bronze | 8 h 45 min 40 s |
| 2015  | Ironman Mont-Tremblant | Canada     | Médaille d'argent  | 8 h 36 min 12 s |
| 2015  | Ironman Canada         | Canada     | Médaille de bronze | 8 h 54 min 45 s |
| 2014  | Ironman Boulder        | États-Unis | Médaille d'or      | 8 h 20 min 26 s |
| 2014  | Ironman Texas          | États-Unis | Médaille de bronze | 8 h 17 min 19 s |
| 2012  | Ironman Texas          | États-Unis | Médaille d'argent  | 8 h 22 min 15 s |
| 2011  | Ironman Floride        | États-Unis | Médaille de bronze | 8 h 18 min 2 s  |
| 2011  | Ironman Louisville     | États-Unis | Médaille de bronze | 8 h 34 min 35 s |
| 2010  | Challenge Wanaka       | Australie  | Médaille d'argent  | 8 h 38 min 19 s |